# Fuel (песня)
Fuel (с англ. — «Топливо») — третий сингл американской метал-группы Metallica с альбома ReLoad (1997). Песня вошла в концертные альбомы Cunning Stunts, S&M, Français Pour une Nuit, Orgullo, Pasión, y Gloria: Tres Noches en la Ciudad de México, Live at Grimey's и Metallica: Сквозь невозможное.

## Демоверсия
Демо-версия песни под названием «Fuel for Fire» (с другим текстом) использовалась в качестве музыкальной темы для NASCAR на NBC с 2001 года до «Дайтона 500» 2004 года. Песня также звучала в видеоигре Fortnite в трейлере 3-го сезона 5-й главы Fortnite и на фестивале Fortnite.

## Кавер-версия
В рамках вышедшего в 2003 году и посвящённого группе программы MTV Icon песню исполнила Аврил Лавин.

## В массовой культуре
- Компания «Electronic Arts» выпустила игру под названием «Hot Wheels Turbo» для приставок Nintendo 64 и Playstation ‘99, последняя содержит саундтрек с «Fuel».

- Песня является главным саундтреком к игре «Test Drive Off — Road Wide Open» для приставки Playstation 2.
- «Fuel» входит в сет-лист видеоигры Guitar hero: Metallica.

- Хоккейная команда «Philadelphia Flyers» из Национальной Хоккейной Лиги США (NHL) использовала песню во время своего выхода на лёд во время домашних матчей.

## Позиции в чартах
| Чарт (1998)                                | Позиция |
| ------------------------------------------ | ------- |
| Австралия (ARIA)                           | 2       |
| Бельгия/Фландрия (Ultratip Bubbling Under) | 14      |
| Европа (Eurochart Hot 100)                 | 54      |
| Финляндия (Suomen virallinen lista)        | 5       |
| Германия (GfK)                             | 57      |
| Венгрия (Mahasz)                           | 3       |
| Нидерланды (Dutch Top 40 Tipparade)        | 6       |
| Нидерланды (Single Top 100)                | 53      |
| Новая Зеландия (Recorded Music NZ)         | 35      |
| Шотландия (OCC Scotland)                   | 29      |
| Швеция (Sverigetopplistan)                 | 49      |
| Великобритания (OCC UK Singles)            | 31      |
| США (Billboard Mainstream Rock)            | 6       |

## Сертификация
| Регион                                                                      | Сертификация  | Продажи |
| --------------------------------------------------------------------------- | ------------- | ------- |
| Австралия (ARIA)                                                            | 2× Платиновый | 140 000 |
| Великобритания (BPI)                                                        | Серебряный    | 200 000 |
| Данные о продажах + прослушиваниях приведены только на основе сертификации. |               |         |